# Монброн
Монбро́н (фр. Montbron) — коммуна во Франции, находится в регионе Пуату — Шаранта. Департамент — Шаранта. Главный город кантона Монброн. Округ коммуны — Ангулем.
Код INSEE коммуны — 16223.
Коммуна расположена приблизительно в 390 км к югу от Парижа, в 105 км южнее Пуатье, в 27 км к востоку от Ангулема.

## Население
Население коммуны на 2008 год составляло 2163 человека.
| 1962 | 1968 | 1975 | 1982 | 1990 | 1999 | 2008 |
| ---- | ---- | ---- | ---- | ---- | ---- | ---- |
| 2469 | 2383 | 2541 | 2604 | 2422 | 2242 | 2163 |

## Климат
Климат океанический. Ближайшая метеостанция находится в городе Коньяк.
| Показатель                        | Янв. | Фев. | Март | Апр. | Май  | Июнь | Июль | Авг. | Сен. | Окт. | Нояб. | Дек. | Год   |
| --------------------------------- | ---- | ---- | ---- | ---- | ---- | ---- | ---- | ---- | ---- | ---- | ----- | ---- | ----- |
| Средний суточный максимум, °C     | 8,7  | 10,5 | 13,1 | 15,9 | 19,5 | 23,1 | 26,1 | 25,4 | 23,1 | 18,5 | 12,4  | 9,2  | 17,7  |
| Средняя температура, °C           | 5,4  | 6,7  | 8,5  | 11,1 | 14,4 | 17,8 | 20,2 | 19,7 | 17,6 | 13,7 | 8,6   | 5,9  | 12,5  |
| Средний суточный минимум, °C      | 2,0  | 2,8  | 3,8  | 6,2  | 9,4  | 12,4 | 14,4 | 14,0 | 12,1 | 8,9  | 4,7   | 2,6  | 7,8   |
| Норма осадков, мм                 | 80,4 | 67,3 | 65,9 | 68,3 | 71,6 | 46,6 | 45,1 | 50,2 | 59,2 | 68,6 | 79,8  | 80,0 | 783,6 |
| Источник: Relevé météo des Cognac |      |      |      |      |      |      |      |      |      |      |       |      |       |

## Администрация
| Период | Период | Фамилия          | Партия                  | Примечания                       |
| ------ | ------ | ---------------- | ----------------------- | -------------------------------- |
| 1945   | 1947   | Жан Бланшер      |                         |                                  |
| 1947   | 1950   | Пьер Альбер      |                         |                                  |
| 1950   | 1965   | Жан Бланшер      |                         |                                  |
| 1965   | 1971   | Пьер Лакур       |                         |                                  |
| 1971   | 1977   | Жан Габилан      |                         |                                  |
| 1977   | 1995   | Пьер Лакур       |                         |                                  |
| 1995   | 2004   | Мишель Бутан     | Социалистическая партия | председатель генерального совета |
| 2004   |        | Франсуа Гвенаэль | Социалистическая партия | животновод                       |

## Экономика
В 2007 году среди 1218 человек в трудоспособном возрасте (15—64 лет) 878 были экономически активными, 340 — неактивными (показатель активности — 72,1 %, в 1999 году было 69,5 %). Из 878 активных работали 775 человек (427 мужчин и 348 женщин), безработных было 103 (43 мужчины и 60 женщин). Среди 340 неактивных 88 человек были учениками или студентами, 146 — пенсионерами, 106 были неактивными по другим причинам.

## Достопримечательности
- Церковь Сен-Морис[фр.] (XII век). Исторический памятник с 1862 года[3]
- Замок Монброн (XII век). Исторический памятник с 1985 года[4]
- Замок Шабро[фр.] (XIV век). Исторический памятник с 1973 года[5]
- Замок Ферьер[фр.] (XVI век). Исторический памятник с 1973 года[6]
- Замок Мене (XVI век). Исторический памятник с 1983 года[7]
- Пещера Фонтешевад[фр.]. Исторический памятник с 1933 года[8]

## Фотогалерея

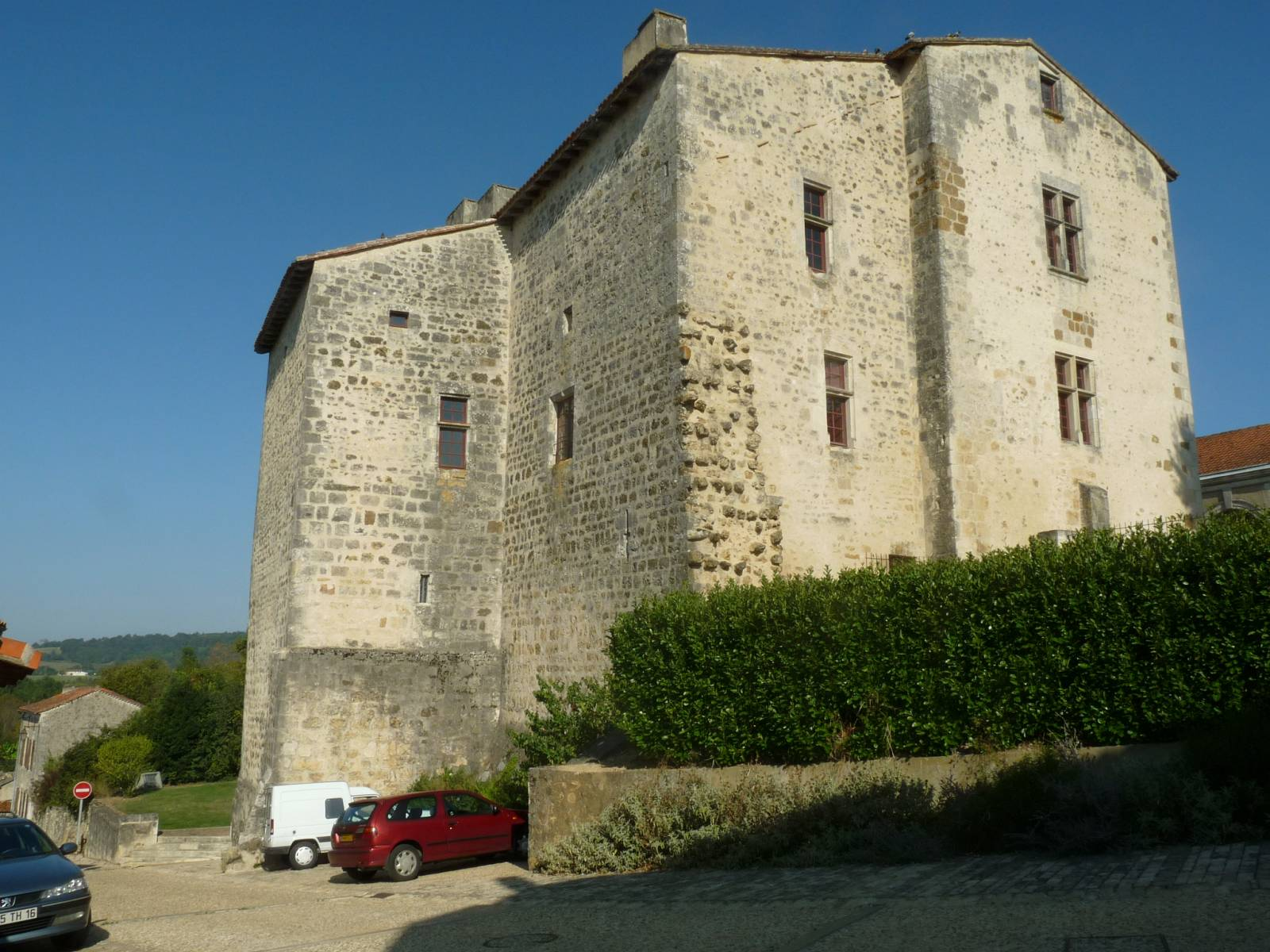
Замок Монброн
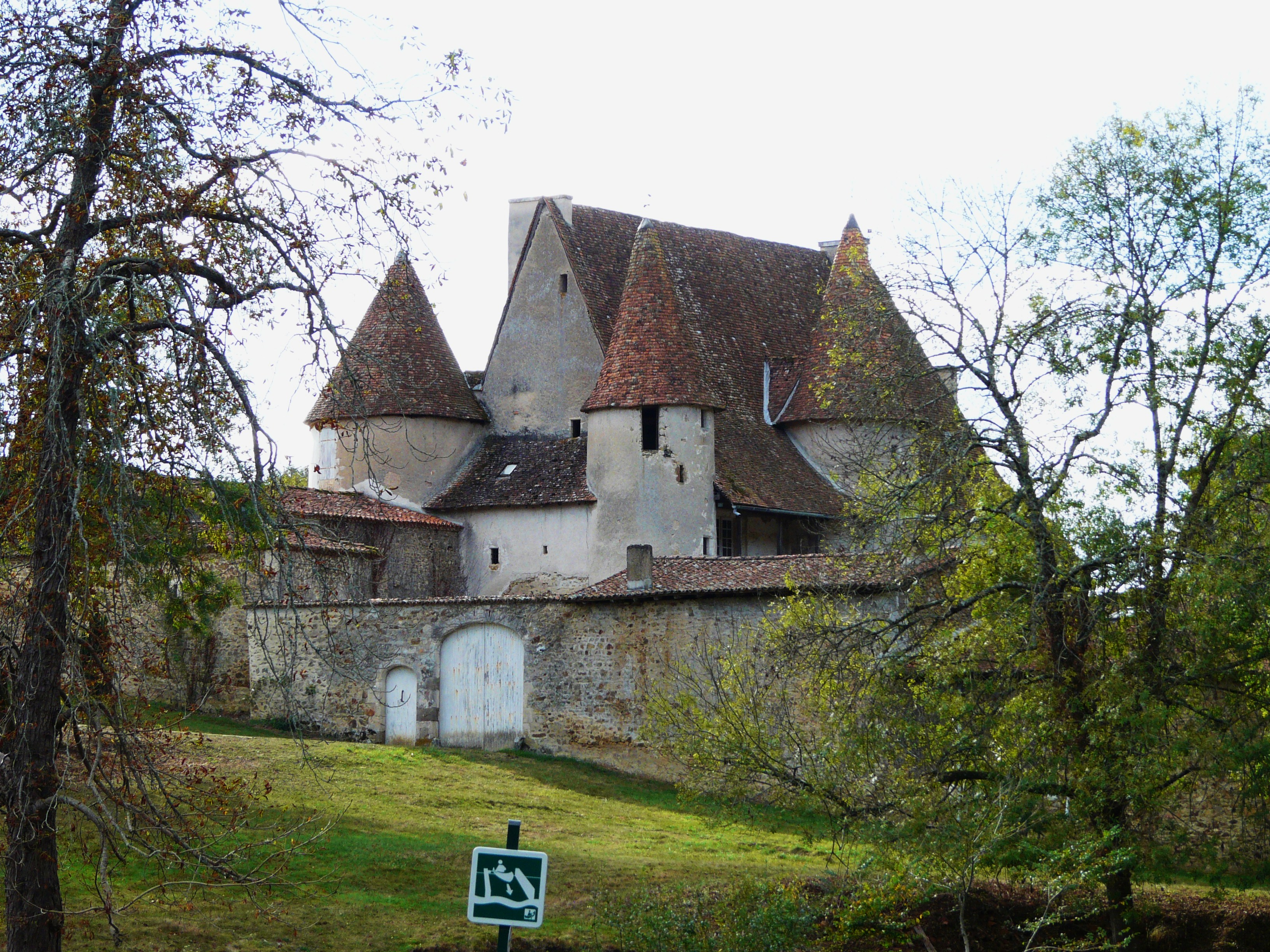
Замок Шабро
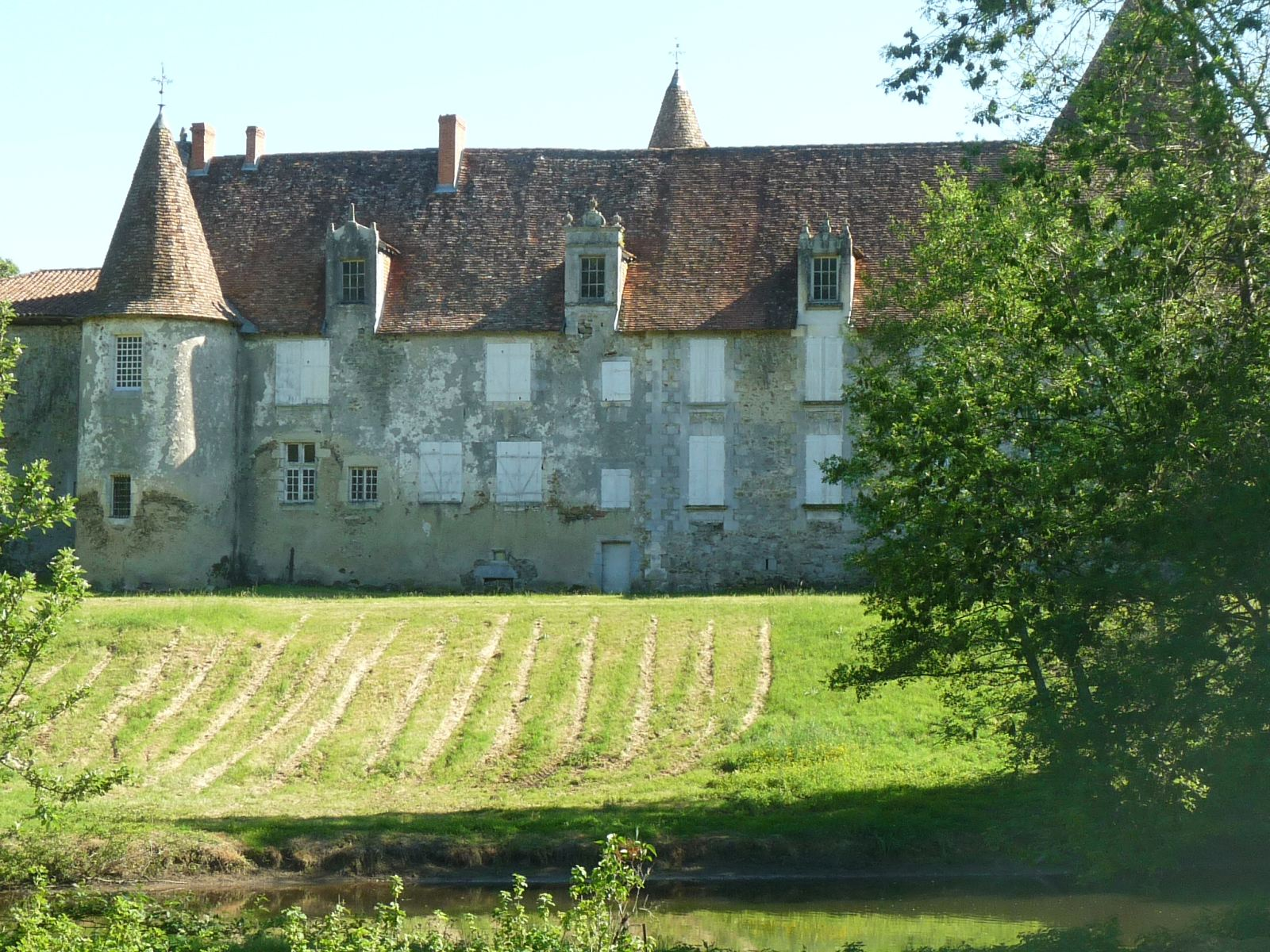
Замок Ферьер
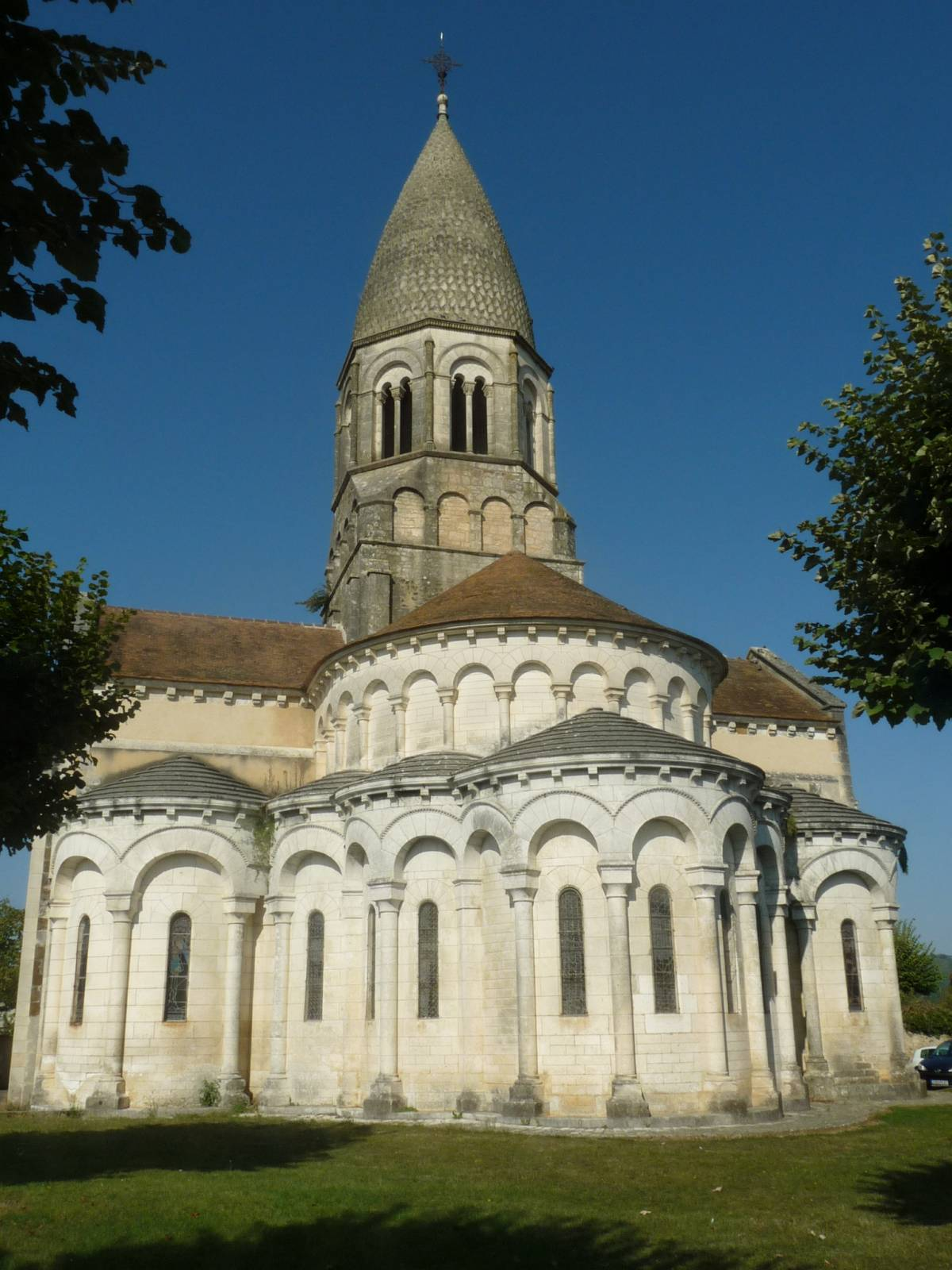
Церковь Сен-Морис
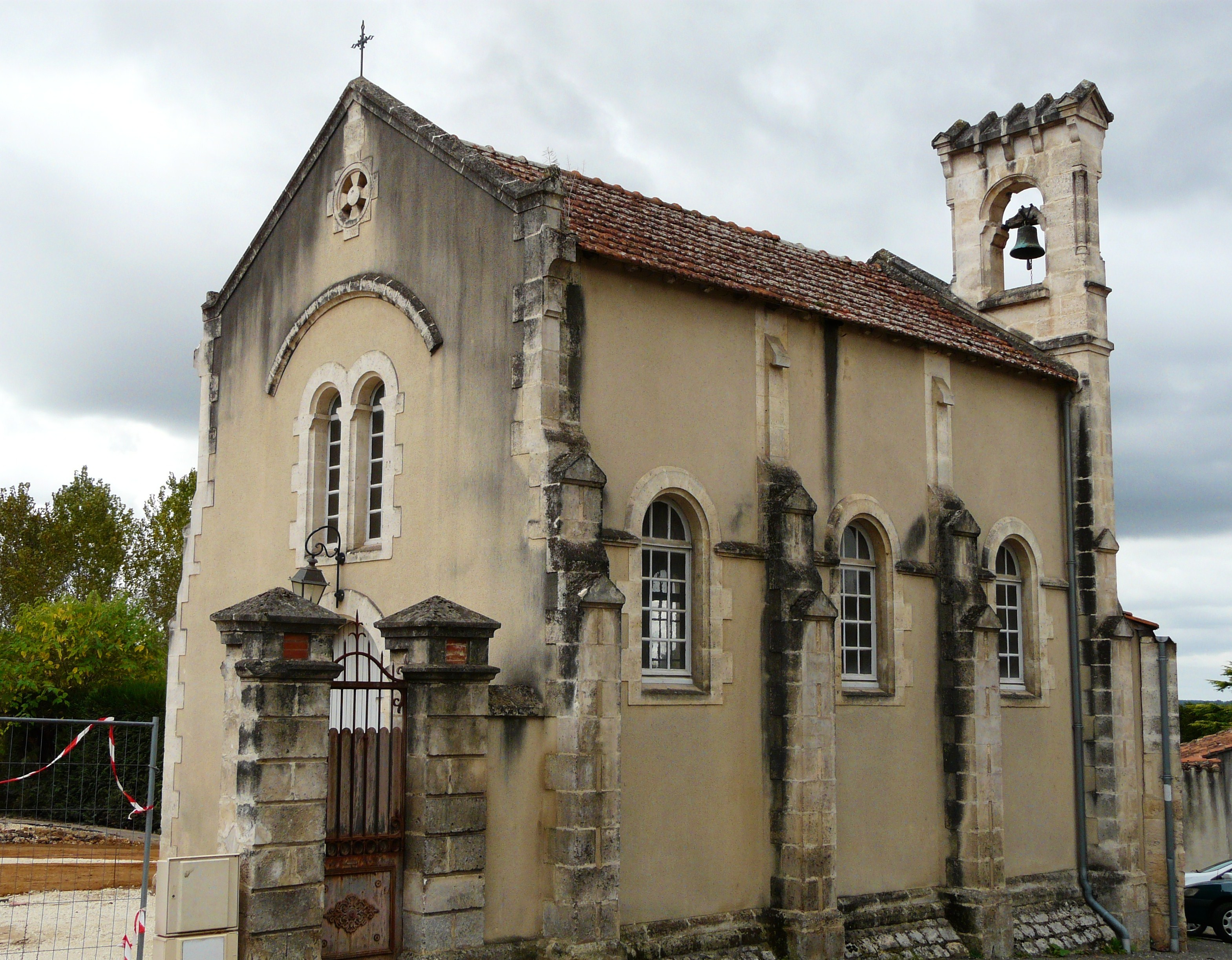
Часовня Св. Марты